# HD 73389
HD 73389 är en dubbelstjärna belägen i den mellersta delen av stjärnbilden Kölen, som också har Bayer-beteckningen e2 Carinae. Den har en kombinerad skenbar magnitud av ca 4.84 och är svagt synlig för blotta ögat där ljusföroreningar ej förekommer. Baserat på parallax enligt Gaia Data Release 2 på ca 14,5 mas, beräknas den befinna sig på ett avstånd på ca 225 ljusår (ca 69 parsek) från solen. Den rör sig bort från solen med en heliocentrisk radialhastighet på ca 26 km/s.

## Egenskaper
Primärstjärnan HD 73389 A är en orange till gul jättestjärna av spektralklass K0 III. Den har en radie som är ca 11 solradier och har ca 64 gånger solens utstrålning av energi från dess fotosfär vid en effektiv temperatur av ca 4 900 K.
Följeslagaren, HD 73389 B, med skenbar magnitud 8,02, hade 2015 en vinkelseparation av 0,30 bågsekunder från primärstjärnan vid en positionsvinkel av 207°.